# 24ns Premis AVN
La cerimònia dels 24ns Premis AVN, presentada per Adult Video News (AVN), va homenatjar les millors pel·lícules pornogràfiques de 2006 i va tenir lloc el 13 de gener de 2007 als Mandalay Bay Events Center a Paradise (Nevada). Durant la cerimònia, Adult Video News va presentar els Premis AVN (coneguts com els Oscars del porno) en 119 categories publicades durant el període d'elegibilitat, de l'1 d'octubre de 2005 al 30 de setembre de 2006. La cerimònia, televisada als Estats Units per Playboy TV, va ser produït i dirigit per Gary Miller. L'estrella de cinema per a adults Jessica Drake va ser la presentadora per primera vegada, amb el còmic Jim Norton, que també va ser copresentador el 2004.
Manhunters va guanyar set premis, inclòs Millor pel·lícula i millor director per Brad Armstrong, així com Corruption, que va guanyar el Millor llargmetratge de vídeo i Millor director—vídeo per Eli Cross. Altres guanyadors van ser Fuck i Sacred Sin cadascun amb cinc i Fashionistas Safado: The Challenge amb tres.

## Guanyadors i nominats
Els nominats van ser anunciats el 22 de novembre de 2006 per AVN.
Els guanyadors es van anunciar durant la cerimònia de lliurament de premis el gener13, 2007. El cobejat artista femenina de l’any i els premis a la millor estrella nova van ser per a Hillary Scott i Naomi respectivament mentre Tommy Gunn va guanyar el d’artista masculí de l’any.

### Premis majors

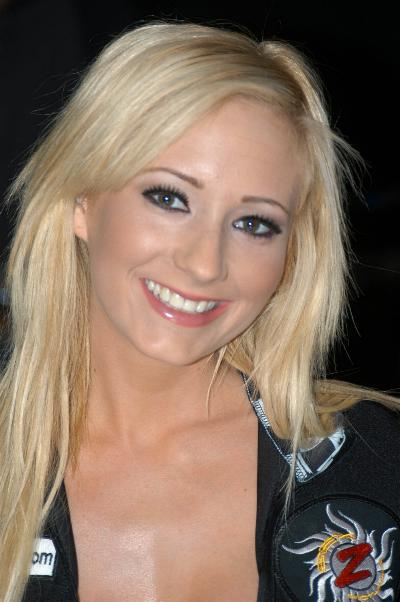
Hillary Scott, artista femenina de l’any i millor actriu–vídeo

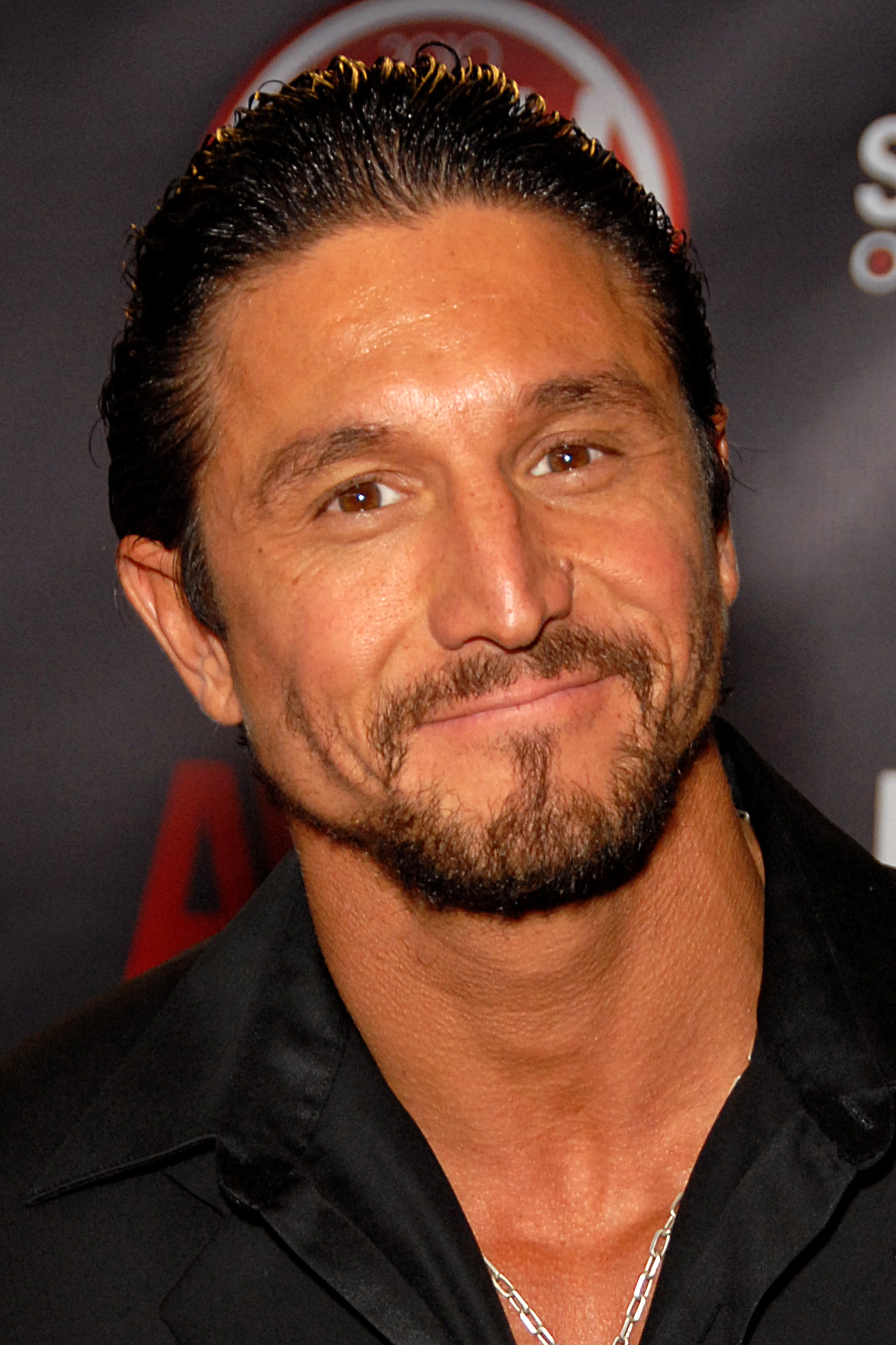
Tommy Gunn, artista masculina de l’any

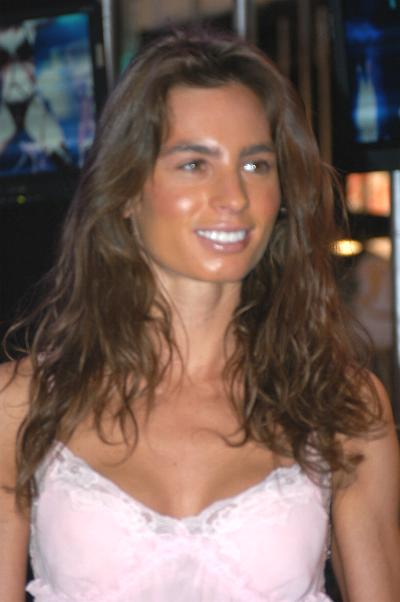
Naomi, millor nova estrella

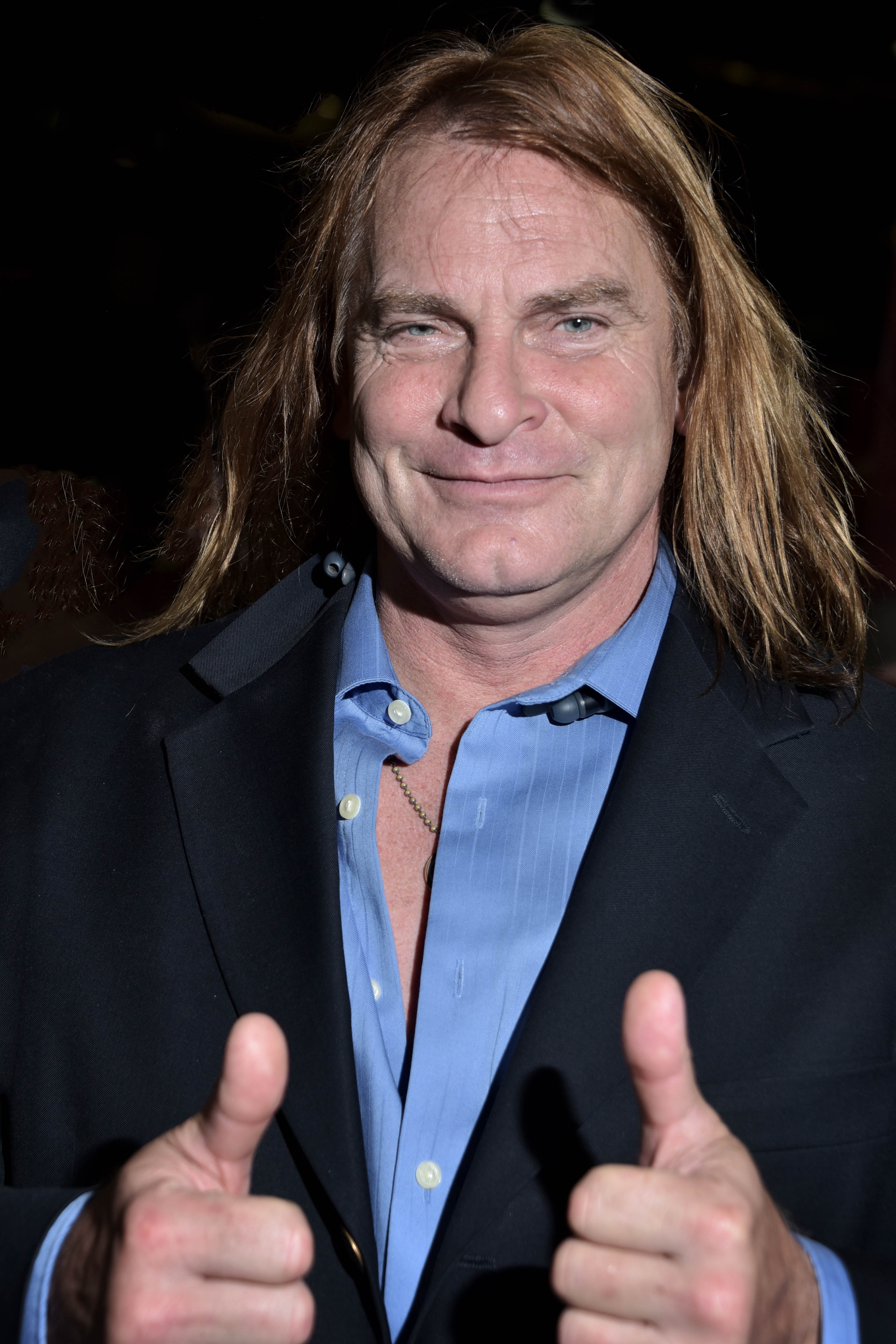
Evan Stone, millor actor–vídeo

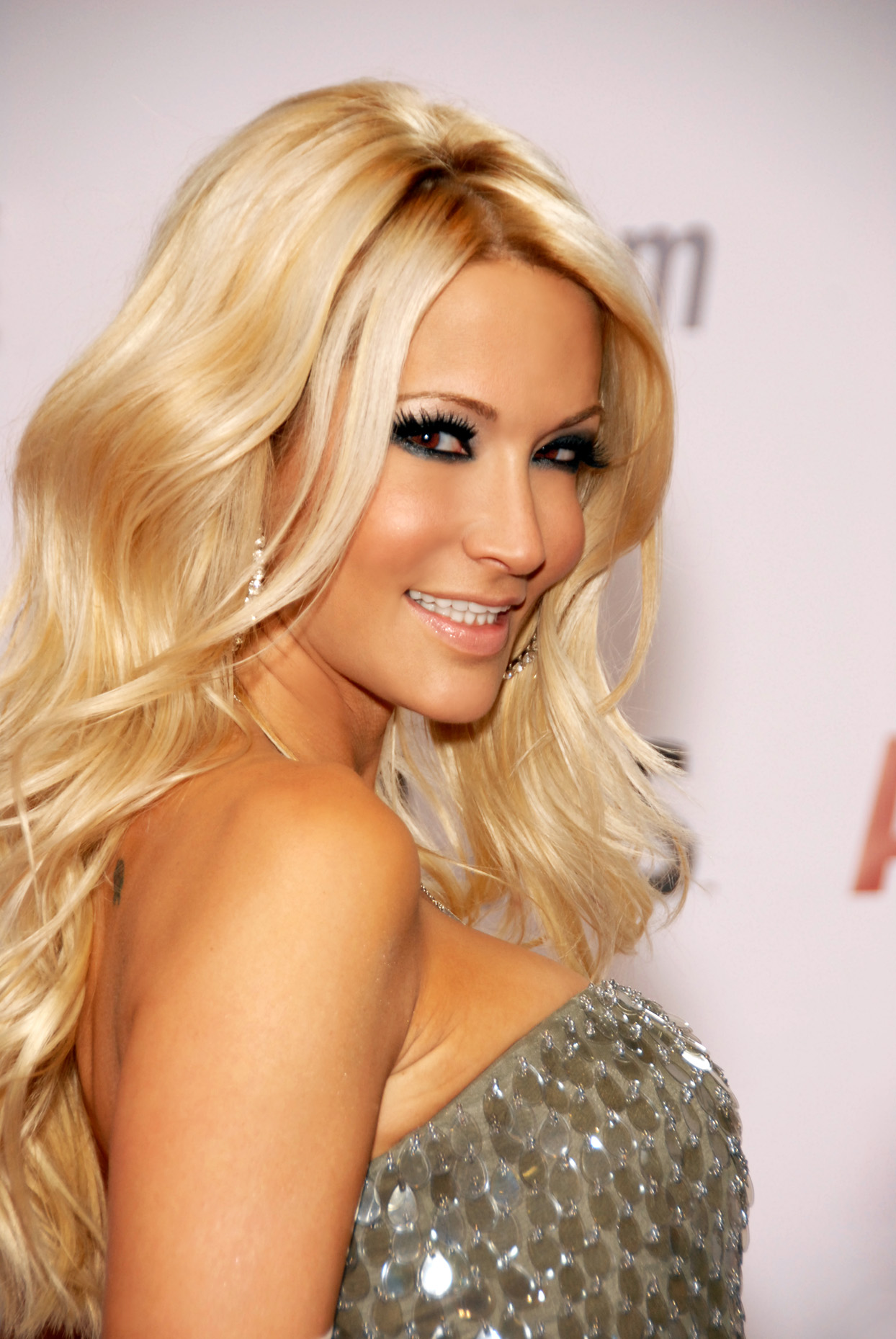
Jessica Drake, millor actriu–pel·lícula

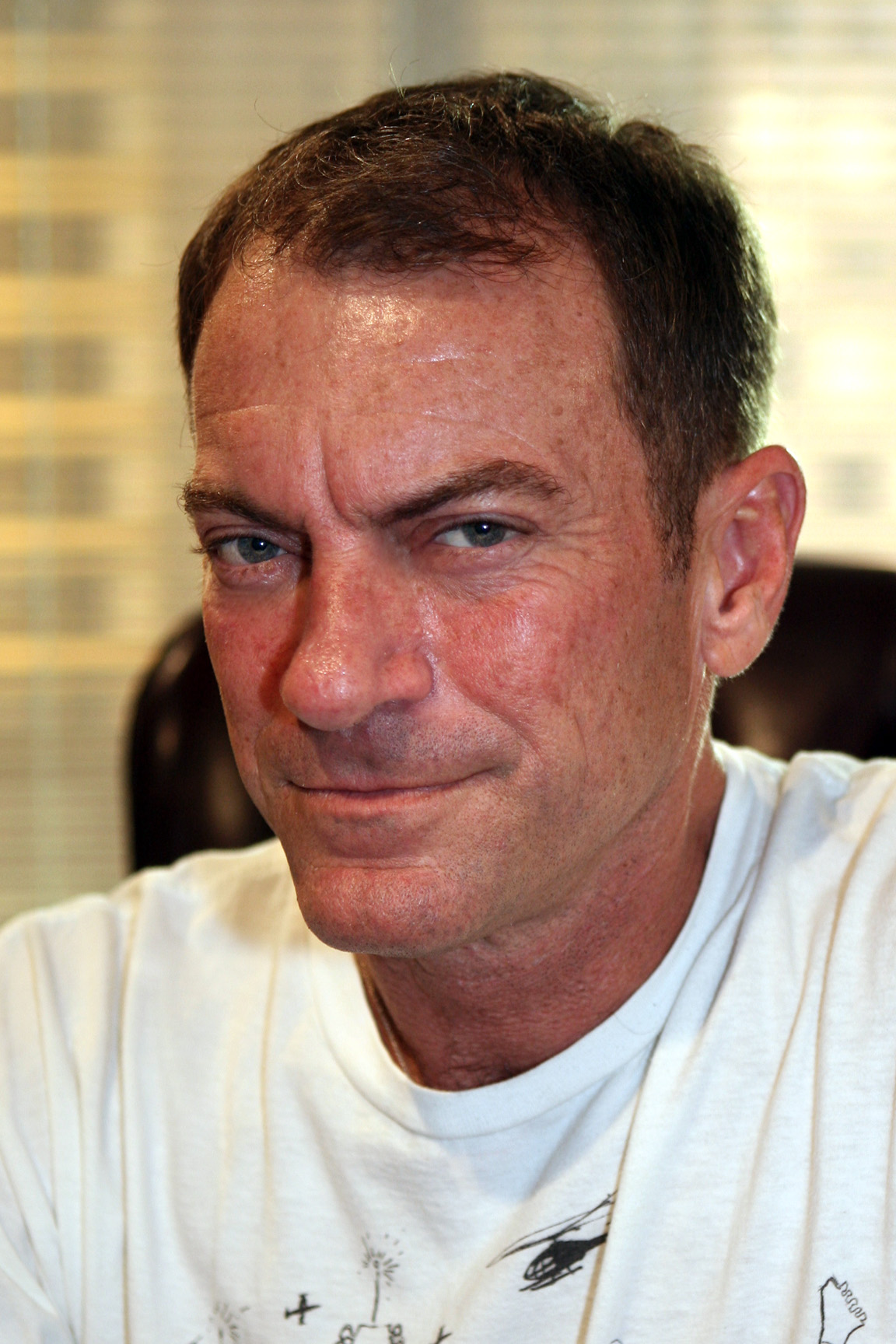
Randy Spears, millor actor–pel·lícula

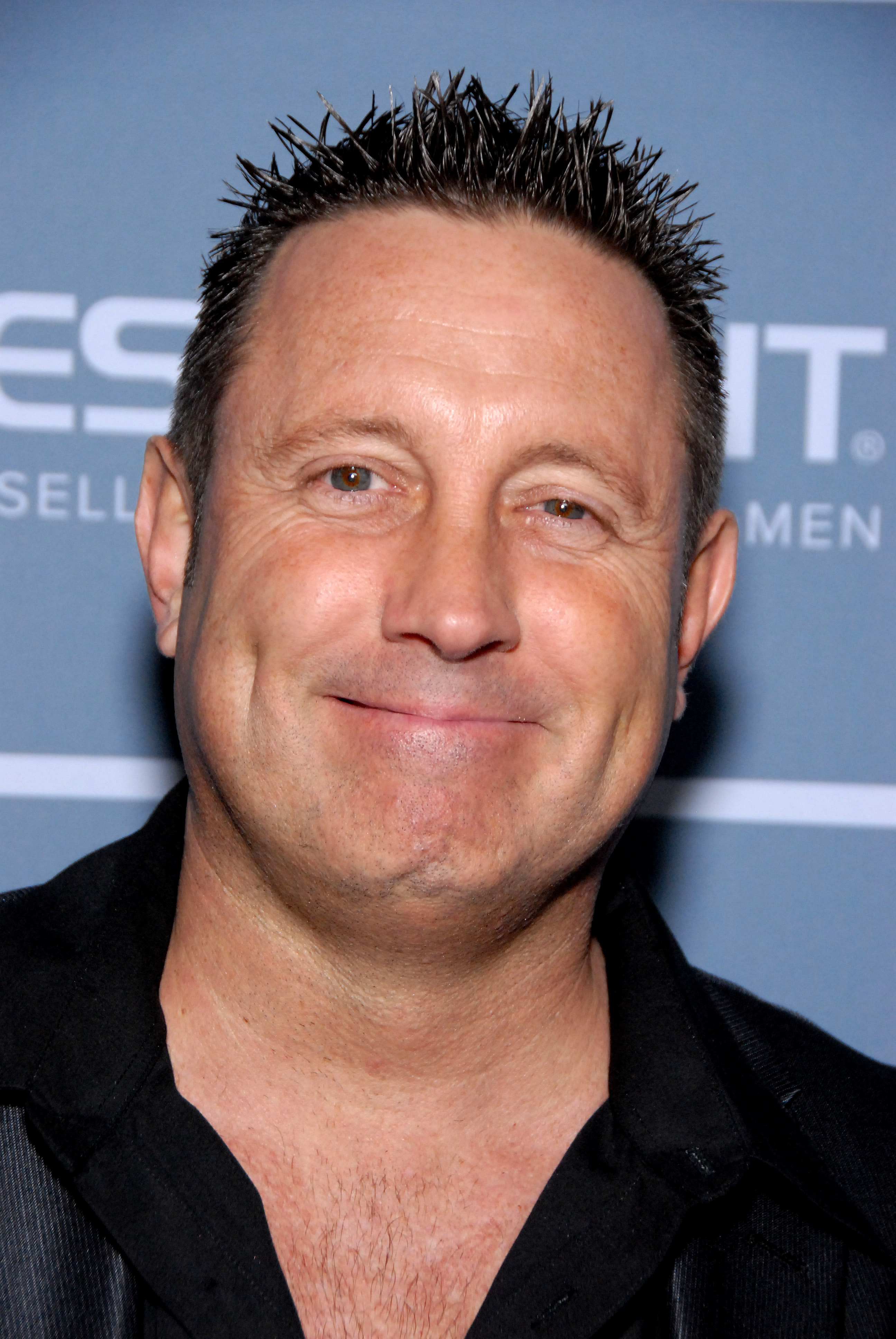
Brad Armstrong, millor director – pel·lícula i millor guió – pel·lícula

Els guanyadors s'enumeren en primer lloc, es destaquen en negreta i s'indiquen amb una doble daga ().
| Millor pel·lícula | Millor vídeo |
| --- | --- |
| - Corruption - 1000 Words - Aphrodisiac - Briana Loves Rocco - Curse Eternal - Fashionistas Safado: The Challenge - Grub Girl - The New Neighbors - Sacred Sin - Sex Pix - The Sex Whisperer - Sodom 2 - Tailgunners - The Visitors - Wonderland | - Manhunters - Emperor - Fade to Black 2 - Fuck - Janine’s Been Black Maled - Jenna's Provocateur - To Die For - Valentina |
| Premi a l’artista masculí de l'any | Premi a l’artista femenina de l'any |
| - Hillary Scott - Belladonna - Jasmine Byrne - Jada Fire - Jenna Haze - Roxy Jezel - Kimberly Kane - Kinzie Kenner - Tory Lane - Sunny Lane - Shy Love - Marie Luv - Sativa Rose - Flower Tucci | - Tommy Gunn - Mark Ashley - Marco Banderas - James Deen - Erik Everhard - Manuel Ferrara - Kurt Lockwood - Scott Nails - Justin Slayer - Lexington Steele - Michael Stefano - Evan Stone - John Strong - Tony T. |
| Millor nova estrella | Millor actuació en tease |
| - Naomi - Alektra Blue - Sasha Grey - Gianna Lynn - Candy Manson - Riley Mason - Michelle Maylene - Stefani Morgan - Naomi See - Jenna Presley - Kirsten Price - Amy Ried - Ava Rose - Mia Rose - Charlotte Stokely | - Amy Ried – My Plaything: Amy Ried - Jasmine Byrne – Jack's Playground 31 - Roxy DeVille – Blacklight Beauty - Penny Flame – Short & Sleazy - Kinzie Kenner – Big Wet Asses 7 - Tory Lane – Illegal Ass - McKenzie Lee – My Plaything McKenzie Lee - Smokin' Mary Jane – The Rebelle Rousers - Riley Mason – Hard Candy - Naomi – Naomi There's Only One - Celeste Star – Intoxicated - Jennifer Steele – Butt Blassted 3 - Valentina Vaughn – Valentina - Valentina Velasquez – Crack Her Jack 5 - Ariel X – Sex Gallery |
| Millor actriu – Vídeo | Millor actor – Vídeo |
| - Hillary Scott – Corruption - Joanna Angel – Joanna's Angels 2 - Belladonna – Fashionistas Safado: The Challenge - Violet Blue – Wonderland - Stormy Daniels – Taken - Jessica Drake – Curse Eternal - Kimberly Kane – The Visitors - Sunny Lane – Sex Pix - Mercedez – Illicit - Missy Monroe – The Da Vinci Load - Austyn Moore – Tailgunners - Kirsten Price – Just Like That - Linda Roberts – The New Neighbors - Britney Skye – Grub Girl - Heather Vuur – Sacred Sin | - Evan Stone – Sex Pix - Brad Armstrong – Women on Top - Van Damage – Intimate Strangers - Manuel Ferrara – Bustful of Dollars - Mike Horner – The New Neighbors - Spyder Jonez – Desperate - Kurt Lockwood – Illicit - Nick Manning – Sacred Sin - Eric Masterson – 3 Wishes - Tommy Pistol – Joanna's Angels 2: Alt Throttle - Reda Semlahen – Sex City - Rocco Siffredi – Fashionistas Safado: The Challenge - Dick Smothers, Jr. – Get Luckier! - Randy Spears – Just Like That - Steven St. Croix – Wonderland |
| Millor actriu – pel·lícula | Millor actor – pel·lícula |
| - Jessica Drake – Manhunters - Monique Alexander – To Die For - Janine – Emperor - Austin Kincaid – To Die For - Ava Vincent – Fade to Black 2 | - Randy Spears – Manhunters - Buck Adams – Uninhibited - Tommy Gunn – To Die For - Julian – Janine’s Been Black Maled - Rocco Siffredi – Emperor |
| Millor actriu secundària – Vídeo | Millor director – Vídeo |
| - Katsumi – Fashionistas Safado: The Challenge - Alana Evans – Corruption - Nicki Hunter – Wild Things on the Run 3 - Kylie Ireland – Corruption - Jassie – Sacred Sin - Kat – Caliente - Tory Lane – The Fling - Kaylani Lei – Curse Eternal - Carmen Luvana – Tailgunners - Stefani Morgan – Illicit - Katie Morgan – Get Luckier! - Haley Paige – The New Neighbors - Texas Presley – Orgazmika - Keri Sable – The Visitors - Aurora Snow – Rumour Had 'Em | - Eli Cross – Corruption - Joanna Angel – Joanna's Angels 2 Alt Throttle - Brad Armstrong – Curse Eternal - James Avalon – Sex Pix - Skye Blue – Airgazmic: The Capture - Frank Castle – The New Neighbors - DCypher – Wonderland - Stormy Daniels – Gossip - Michael Ninn – Sacred Sin - Nick Orleans – Tailgunners - Jim Powers – Stiffer Competition - Michael Raven – The Visitors - John Stagliano – Fashionistas Safado: The Challenge - David Stanley – 1000 Words - Jerome Tanner – Aphrodisiac |
| Millor estrena All-Sex | Millor estrena gonzo |
| - Blacklight Beauty - Neu Wave Hookers (tie) - 7 Deadly Sins - Addicted Again - Between the Sheets - Flesh Gallery - Game - Industry - Island Fever 4 - Jesse Jane: Sexual Freak - McKenzie Made - Naked and Famous - Porno Revolution - Teagan’s Juice - Teradise Island | - Chemistry - Attention Whores 6 - Barely Legal Corrupted 6 - Brianna Love Oversexed - Butt Pirates of the Caribbean - Control - Devinn Lane's Swingers - The Gauntlet - Hellcats 10 - Jack's Teen America 9 - Naomi...There’s Only One - Rockhard: Making the Video - Service Animals 23 - Teens for Cash 7 - The Voyeur 31 |
| Millor sèrie de temàtica ètnica – Llatí | Millor escena sexual All-Girl – Vídeo |
| - Mami Culo Grande - Big Latin Wet Butts - Chica Boom - Mamacitas - Mexicunts - My Latin Cream Pie - Pretty Little Latinas - Young Tight Latinas | - Teagan Presley, Jesse Jane, Jana Cova, Sophia Santi – Island Fever 4 - Kapri Styles, Ariel Alexis – Addicted to Black Crack - Sarah Blake, Justine Joli – All About Keri - Hillary Scott, Sandra Romain, Nicki Hunter – Anal Princess Diaries 2 - Sammie Rhodes, Jamie Huxley – Artcore 4 - Tory Lane, Roxy Jezel – Belladonna: No Warning 2 - Belladonna, Chloe Dior – Belladonna: No Warning - Kylie Ireland, Hillary Scott – Corruption - Jesse Capelli, Natalia Cruz – Deep in Style - Brea Bennett, Veronica Snow – Girls in White - Brianna Love, Sativa Rose – Girls Love Girls - Kelly Kline, Roxy Jezel – Girls Sodomizing Girls - Sammie Rhodes, Shyla Stylez, Jenaveve – Girlvana 2 - Jenna Haze, Tory Lane – Jenna Haze Dark Side - Sunny Leone, Lanny Barbie, Lexie Marie, Amy Reid, Charmane Star – Virtual Vivid Girl Sunny Leone |
| Millor escena de sexe en parella – vídeo | Millor escena de sexe en parella – pel·lícula |
| - Tiffany Mynx, Manuel Ferrara – Slave Dolls 2 - Daisy Marie, Evan Stone – Aphrodisiac - Allie Sin, Alec Knight – Blacklight Beauty - Katie Morgan, Randy Spears – Clique - Ice LaFox, Tyler Knight – Darker Side of Sin 3 - Lela Star, Manuel Ferrara – Erotica XXX 12 - Teagan Presley, Evan Stone – Island Fever 4 - Jenna Haze, Mario Cassini – Jenna Haze Dark Side - Pixie Pearl, Tommy Pistol – Joanna's Angels 2: Alt Throttle - Naomi, James Deen – Naomi...There’s Only One - Amy Ried, Michael Stefano – New Whores on the Block - Sierra Sin, Sean Michaels – Racial Tension - Jassie, Jean Val Jean – Sacred Sin - Taylor Rain, Evan Stone – Sensual Image - Kimberly Kane, Evan Stone – The Visitors                                                                               | - Janine, Manuel Ferrara – Emperor - Janine, Rocco Siffredi – Emperor - Jessica Drake, Eric Masterson – Fuck - Eve Lawrence, Chris Cannon – Janine’s Been Black Maled - Janine, Evan Stone – Janine’s Been Black Maled - Ashton Moore, Manuel Ferrara – Jenna’s Provocateur - Krystal Steal, Barrett Blade – Jenna’s Provocateur - Carmen Hart, Myles Camack – Manhunters - Devon Michaels, Lee Stone – Manhunters - Liza Harper, Kurt Lockwood – To Die For - Monique Alexander, Tommy Gunn – To Die For - Angie Savage, Devon Savage – Valentina |
| Millor escena de sexe anal – Vídeo | Millor escena de sexe oral – Vídeo |
| - Amy Ried, Vince Vouyer – Breakin’ ‘Em In 9 - Genesis Skye, Michael Stefano, John Strong – Anal Violation - Flower Tucci, Justin Slayer – Big Booty White Girls 4 - Christie Lee, Sean Michaels – Elastic Assholes 4 - Sativa Rose, Richard Kline – Hellcats 11 - Hillary Scott, Jean Val Jean – Jessica’s Jet Set - Joanna Angel, James Deen – Lewd Conduct 27 - Tyla Wynn, Kelly Wells, John Strong – Lick Her Ass Off My Dick - Kinzie Kenner, Randy Spears – Lil' Red Riding Slut - Sandra Romain, Tommy Gunn – Porno Revolution - Mia Rose, Manuel Ferrara – Slutty and Sluttier - Holly Wellin, Tom Byron – T for Tushy - Tory Lane, Mark Davis – Up'R Class 4 - Heather Gables, Mandingo – Weapons of Ass Destruction 4 - Audrey Hollander, Otto Bauer, Alex Sanders – X-Treme Violation | - Jenna Haze, Scott Lyons, Arnold Schwartzenpecker, Johnny Fender, Trent Sulari, Donny Schlong – Jenna Haze Dark Side - Taylor Hayes, Mark Davis – Ass Hunt - Allie Sin, Alec Knight – Blacklight Beauty - Gianna Michaels, Mandingo – Boob Bangers 2 - Dana DeArmond, Jack Lawrence – Chemistry - Naomi, Chris Charming – Control 3 - Hillary Scott, James Deen – Corruption - Katsumi, Nacho Vidal – Fashionistas Safado: The Challenge - Tory Lane, Jenner – Gag Factor 21 - Leah Luv, Mick Blue – Hard Candy - Alana Evans, Billy Glide – Mind Blowers 3 - Kimberly Kane, Lexi Love, gloryhole boys – Naked and Famous - Sasha Grey, four Mopes – Oral Supremecy - Lacie Heart, Anton Michael – Roughed Up - Sandra Romain, Jonni Darkko – Suck It Dry 2                                                                                       |

### Guanyadors de premis addicionals
Aquests premis es van anunciar en un segment pregravat només per a guanyadors durant l'esdeveniment, però no formaven part del programa de premis televisat. Els trofeus es van enviar per correu als destinataris més tard:
 PREMIS AL DIRECTOR
- Millor director - pel·lícula: Brad Armstrong, Manhunters
- Millor director - Estrena a l'estranger: Pierre Woodman, Sex City
- Millor director - No pel·lícula: JacktheZipper, Blacklight Beauty
- Director de l'any (conjunt de treball): Jim Powers[12][10]

 PREMIS DE MÀRQUETING
- Millor empresa de producció de vídeo nou: Jules Jordan vídeo
- Millor campanya de màrqueting en línia - Empresa: Digital Playground, DigitalPlayground.com
- Millor campanya de màrqueting en línia - Projecte individual: Sacred Sin, Ninn Worx
- Millor campanya de màrqueting global - Imatge de l'empresa: ClubJenna
- Millor campanya de màrqueting global - Projecte individual: Sacred Sin, NinnWorx
- Millor embalatge: Tailgunners, Adam & Eve
- Millor títol de lloguer de l'any: Pirates
- Millor lloc web de venda al detall - Lloguers: WantedList.com
- Millor lloc web minorista - Vendes: AdultDVDEmpire.com
- Títol més venut de l'any: Pirates[12][10]

PREMIS PER A INTÉRPRETS
- Millor nouvingut masculí: Tommy Pistol
- Millor actuació no sexual: Bryn Pryor, Corruption

- Millor actor secundari – pel·lícula: Kurt Lockwood, To Die For
- Millor actor secundari – Vídeo: Manuel Ferrara, She Bangs
- Millor actriu secundària – pel·lícula: Kirsten Price, Manhunters
- Estrella del contracte de l'any: Stormy Daniels
- Estrella de l'any Crossover: Jenna Jameson
- Intèrpret estranger femenina de l'any: Katsumi
- Intèrpret estranger masculí de l'any: Jean Val Jean
- Intèrpret transsexual de l'any: Buck Angel
- Estrella subestimada de l'any (excel·lència no reconeguda): Mika Tan[12][10]

 PREMIS A LA PRODUCCIÓ 
- Millor estrena All-Girl: Belladonna: No Warning
- Millor sèrie All-Girl: Erocktavision
- Millor versió alternativa: Real Adventures 84
- Millor llançament amateur: Bang Bus 9
- Millor sèrie amateur: Vídeo de producció pròpia
- Millor llançament de temàtica anal: Weapons of Ass Destruction 4
- Millor sèrie de temàtica anal: Big Wet Asses
- Millor llançament animat: Pornomation 2
- Millor DVD clàssic: Neon Nights
- Millor sèrie de vídeo de continuïtat: Dementia
- Millor llançament de temàtica ètnica - Asiàtic: Asia Noir 5: A Lust Supreme
- Millor llançament de temàtica ètnica - Negre: Tales from the Darkside
- Millor llançament de temàtica ètnica - Llatí: Brasil Island 2
- Millor sèrie de temàtica ètnica - asiàtica: Sakura Tales
- Millor sèrie de temàtica ètnica - Negre: Phatty Girls
- Millor estrena estrangera All-Sex: Euro Domination
- Millor sèrie estrangera All-Sex: Obsession
- Millor pel·lícules estrangera: Porn Wars: Episode 1
- Millor sèrie gonzo: College Invasion
- Millor llançament dur All-Sex: Slave Dolls 2
- Millor producció d'alta definició: Fashionistas Safado: The Challenge
- Millor DVD interactiu: Virtual Vivid Girl Sunny Leone
- Millor llançament interracial: Racial Tension
- Millor sèrie interracial: My Hot Wife Is Fucking Blackzilla
- Millor llançament principal per a adults : Pornography: The Secret History of Civilization
- Millor estrena de temàtica oral: Feeding Frenzy 8
- Millor sèrie de temàtica oral: Hand To Mouth[12][10]

Producció (ctd.)
- Millor estrena POV: Pole Position: Lex POV 5
- Millor sèrie POV: Jack's POV
- Millor estrena Pro-Am: Breakin' 'Em In 9
- Millor sèrie Pro-Am: Beaver Hunt
- Millor comèdia sexual: Joanna’s Angels 2: Alt Throttle
- Millor estrena de vinyetes: Jenna Haze Dark Side
- Millor sèrie de vinyetes: Jack's Playground[12][10]

PREMIS ESCENES SEXUALS
- Millor escena sexual All-Girl – pel·lícula: Jessica Drake, Katsumi, Felecia, Clara G.; Fuck
- Millor escena de sexe anal – pel·lícula: Jada Fire, Sandra Romain, Brian Surewood; Manhunters
- Millor escena de sexe en grup – pel·lícula: Carmen Hart, Katsumi, Kirsten Price, Mia Smiles, Eric Masterson, Chris Cannon, Tommy Gunn, Randy Spears; Fuck
- Millor escena de sexe en grup – Vídeo: Belladonna, Melissa Lauren, Jenna Haze, Gianna Michaels, Sandra Romain, Adrianna Nicole, Flower Tucci, Sasha Grey, Nicole Sheridan, Marie Luv, Caroline Pierce, Lea Baren, Jewell Marceau, Jean Val Jean, Christian XXX, Voodoo, Chris Charming, Erik Everhard, Mr. Pete, Rocco Siffredi; Fashionistas Safado: The Challenge
- Millor escena de sexe oral – pel·lícula: Ice LaFox, Eric Masterson, Tommy Gunn, Marcus London, Mario Rossi; Fuck
- Millor escena de sexe POV: Naomi, Tommy Gunn; Jack’s POV 2
- Millor escena una escena de sexe en una producció estrangera: Isabel Ice, Sandra Romain, Dora Venter, Cathy, Karina, Nicol, Puma Black, Erik Everhard, Steve Holmes, Robert Rosenberg; Outnumbered 4
- Millor escena de sexe en solitari: Alana Evans, Corruption
- Millor escena de sexe en trio: Sandra Romain, Sasha Grey, Manuel Ferrara; Fuck Slaves
- Millor escena sexual escandalosa: Ashley Blue, Amber Wild, Steve French in “Meat Is Murder”, Girlvert 11[12][10]

PREMIS ESPECIALITATS
- Millor escena solo: I Love Big Toys 2
- Millor escena especialitat – Pit Gran: Breast Worship
- Millor escena especialitat – BDSM: My New Girlfriend
- Millor escena especialitat – Fem-Dom Strap-On: Strap Attack 4
- Millor escena especialitat – Fetitx del peu: Barefoot Confidential 40
- Millor escena especialitat – MILF: Cheating Housewives 3
- Millor escena especialitat – Altres gèneres: Horny Hairy Girls 22
- Millor escena especialitat – Spanking: Baltimore Brat
- Millor escena especialitat – Squirting: Flower's Squirt Shower 3
- Millor escena transsexual: Rogue Adventures 27
- Millor sèrie d'especialitat – Pit Gran: Boob Bangers
- Millor sèrie d'especialitat – MILF: MILF Seeker
- Millor sèrie d'especialitat – Altre gènere: Adorable Girls
- Millor sèrie d'especialitat – Squirting: Flower's Squirt Shower
- Millor escena transsexual: Transsexual Prostitutes[12][10]

PREMIS TÈCNICS
- Millor direcció artística – pel·lícula: Fuck
- Millor direcció artística – Vídeo: Sacred Sin
- Millor fotografia: Fuck
- Millor extres DVD: The Visitors
- Millor menús DVD: The Visitors
- Millor muntatge – pel·lícula: Justin Sterling, Johnny 5; Jenna’s Provocateur
- Millor muntatge – Vídeo: Robin Dyer, Mark Logan; Corruption
- Millor música: Eddie Van Halen, Loren Alexander; Sacred Sin
- Millor guió – pel·lícula: Brad Armstrong, Manhunters
- Millor guió – Vídeo: Alvin Edwards, Eli Cross; Corruption
- Millor videografia: Sacred Sin
- Millor efectes especials: Kovi, Porn Wars[12][10]

### Premis AVN honoraris

#### Premi Reuben Sturman
- No fou concedit aquest any

#### Saló de la Fama
Membres del Saló de la Fama de l'AVN per a l'any 2007 són: Rebecca Bardoux, Dave Cummings, Taylor Hayes, Rick Masters, John Seeman, Domonique Simone, Selena Steele, Sydnee Steele, Nici Sterling, Tabitha Stevens, Kyle Stone, Vince Vouyer
- Branca Fundadors: Charlie Brickman, Cinderella Distribution; Phil Harvey, Adam & Eve; Arthur Morowitz i Howard Farber, Video-X-Pix; Sidney Niekirk, Cal Vista[12][10]

### Múltiples nominacions i premis
Les següents estrenes foren les més nominades.
| Nominacions | Pel·lícula                         |
| ----------- | ---------------------------------- |
| 24          | Manhunters                         |
| 18          | Emperor                            |
| 18          | Sacred Sin                         |
| 17          | Corruption                         |
| 15          | Curse Eternal                      |
| 15          | Jenna's Provocateur                |
| 14          | Fashionistas Safado: The Challenge |
| 14          | Tailgunners                        |
| 13          | Blacklight Beauty                  |
| 13          | Fade to Black 2                    |
| 13          | To Die For                         |
| 13          | The Visitors                       |
| 12          | Fuck                               |
| 12          | Island Fever 4                     |
| 12          | Valentina                          |

Les següents 14 estrenes van rebre múltiples premis:
| Premis | Pel·lícules                        |
| ------ | ---------------------------------- |
| 7      | Corruption                         |
| 7      | Manhunters                         |
| 5      | Fuck                               |
| 5      | Sacred Sin                         |
| 3      | Fashionistas Safado: The Challenge |
| 2      | Blacklight Beauty                  |
| 2      | Breakin' 'Em In 9                  |
| 2      | Flower's Squirt Shower 3           |
| 2      | Jack's POV 2                       |
| 2      | Jenna Haze Dark Side               |
| 2      | Pirates                            |
| 2      | Porn Wars: Episode 1               |
| 2      | Slave Dolls 2                      |
| 2      | The Visitors                       |

## Informació de la cerimònia
Un nou lloc, el Mandalay Bay Events Center de 12.000 places, no va ser l'únic canvi que es va fer a l'espectacle dels Premis AVN de 2007. Per primera vegada, els fans del porno van poder comprar entrades per assistir a l'espectacle; anteriorment només es permetia assistir-hi als experts de la indústria.
Tot i que es va suspendre el premi al millor DVD, es van presentar diversos premis nous: director de l'any (Cos de treball), estrella contractada de l'any, estrella subestimada de l'any (Excel·lència no reconeguda), Millor estrena d'animació, Millor estrena de sexe dur, Millor sèrie interracial, Millor sèrie POV i Millor escena de sexe en POV. A més, la Millor sèrie d'especialitat es va dividir en cinc categories: Pit Gran, MILF, Squirting i Altres, juntament amb Millor Sèrie Transsexual; la millor sèrie de temàtica ètnica es va dividir en tres: asiàtica, negra i llatina; i millor campanya de màrqueting en línia es va dividir en categories d'empresa i projecte individual.
Diverses persones més van participar en la producció de la cerimònia. Mark Stone va exercir de director musical per a la cerimònia i també va produir els clips de comèdia, principalment falsificant anuncis informatius de televisió i protagonitzats per Ron Jeremy, Anthony Hardwood, Kurt Lockwood, Lexington Steele i altres. Membres de Fashionistas de John Stagliano van oferir una actuació especial de la revista Fashionistas de Las Vegas.
Wicked Pictures va crear i distribuir un DVD de l'espectacle de l'any.

### Representació de les pel·lícules de l'any
Pirates es va anunciar com la pel·lícula més venuda i llogada l'any anterior.

## In Memoriam
L'homenatge anual In Memoriam de l'editor d'AVN Paul Fishbein va homenatjar les persones següents: Mary Gates d'Adam & Eve, el cofundador de VCX Rudy Sutton i l'actor Jon Dough.